# Vũ Như Thành
Vũ Như Thành (* 28 de agosto de 1981 - ), es un exfutbolista vietnamita que se desempeñaba como delantero. 

## Clubes
| Club                | País    | Año         |
| ------------------- | ------- | ----------- |
| Thể Công            | Vietnam | 2001 - 2004 |
| Bình Duong FC       | Vietnam | 2007 - 2009 |
| Vissai Ninh Binh FC | Vietnam | 2010 - 2012 |
| Hải Phòng           | Vietnam | 2013        |
| An Giang FC         | Vietnam | 2014        |
| XM Fico Tay Ninh    | Vietnam | 2014 - 2016 |
| Phu Dong FC         | Vietnam | 2017 - 2018 |

## Palmarés

### Copas internacionales
- Campeonato de fútbol de la ASEAN: 2008